# Златен прилеп
Златният прилеп (Mimon bennettii) е вид бозайник от семейство Американски листоноси прилепи (Phyllostomidae).

## Разпространение
Видът е разпространен в Южна Америка. Среща се в Бразилия, Колумбия, Френска Гвиана, Гвиана, Суринам и Венецуела.